# Freda Dudley Ward
Winifred May Mones, Marquesa de Casa Maury (28 de julho de 1894 – 16 de março de 1983), nascida Winifred Birkin e comumente conhecida por seu primeiro nome de casada Freda Dudley Ward, foi uma socialite britânica. Ela foi amante de Eduardo, Príncipe de Gales, que mais tarde se tornou o rei Eduardo VIII do Reino Unido.

## Biografia
Nascida como membro da rica família Birkin, Winifred May foi a segunda filha e a mais velha das três filhas do coronel britânico Charles Wilfred Birkin (1865-1932) (quarto filho de um magnata do bordado de renda e louças de Nottingham, Sir Thomas Birkin, 1.º Baronete), e sua esposa norte-americana, Claire Lloyd Howe (1871-1934).
Embora casada em 1913 com William Dudley Ward, Freda também teve um relacionamento com Eduardo, Príncipe de Gales, de 1918 até ser substituída pela americana Thelma Furness (nascida Morgan) em 1929; Thelma apresentou Eduardo a Wallis Simpson. O relacionamento entre Ward e o Príncipe de Gales era de conhecimento comum nos círculos aristocráticos. Winston Churchill observou em 1927, depois de viajar com eles em um trem: "É bastante patético ver o Príncipe e Freda. Seu amor é tão óbvio e indisfarçável."
Ela se casou duas vezes. Seu primeiro casamento foi em 9 de julho de 1913 com William Dudley Ward, o parlamentar liberal de Southampton. O sobrenome da família de seu primeiro marido era Ward, mas 'Dudley Ward' se tornou seu sobrenome oficial por meio do uso comum. O divórcio ocorreu por adultério em 1931.
Poucos anos após seu divórcio, ela se casou em 20 de outubro de 1937 com o oficial do Exército Britânico, ex-comandante de ala da Força Aérea Real, empresário teatral e fundador dos Cinemas Curzon de origem cubana, Pedro Monés, 1.º Marquês de Casa Maury. A partir de 1938, o casal fixou residência em St John's Wood, Londres, no número 58 do Hamilton Terrace, num apartamento projeto pelos arquitetos Burnet , Tait e Lorne. Eles se divorciaram em 1954.
Através de seu irmão, Major Harry Birkin, Ward era tia-avó da atriz e cantora Jane Birkin (1946-2023).

## Legado
Um retrato dela feito pelo artista John Singer Sargent foi descoberto na série de televisão Antiques Roadshow em 2016.
Ela foi interpretada por Kika Markham na minissérie Edward & Mrs. Simpson de 1978 e por Janet Montgomery na quarta temporada de Downton Abbey.